# رافاييل ليتل
رافاييل ليتل (بالإنجليزية: Rafael Little)‏ هو لاعب كرة القدم الكندية أمريكي، ولد في 23 سبتمبر 1986 في أندرسون في الولايات المتحدة.